# Château de Takada
Le château de Takada (高田城, Takada-jō) était un château japonais situé à Jōetsu dans la préfecture de Niigata. Il n'en reste à présent que quelques vestiges.

## Description
Le château de Takada est situé à la jonction des rivières Seki et Yashiro, sur une petite hauteur. Il permettait de contrôler le goulet d'étranglement sur la route principale entre la mer du Japon et la région du Kantō à l'est.
Le château achevé mesurait 800 mètres sur 400, avec une enceinte intérieure de 220 mètres sur 230, protégée par des douves et un mur de terre. Cette enceinte avait deux portes de style masugata et une yagura à trois étages dans le coin sud-ouest, qui servait de donjon. L'enceinte intérieure était entourée par la deuxième enceinte et il y avait d'autres enceintes plus petites au nord-est et au sud-ouest, avec un large fossé extérieur. Comparé à sa taille énorme, le château de Takada avait une disposition simple avec seulement trois yagura, protégé par une simple combinaison de douves et de murs de terre.

## Histoire
En 1610,  Matsudaira Tadateru est nommé daimyo du domaine de Takada dans la province d'Echigo. La construction du château commence le 15 mars 1614 et elle s’achève quatre mois plus tard. Cependant Tadateru ne profite pas longtemps de son nouveau château. Pendant le siège d'Osaka en 1615, il se brouille avec son frère aîné, le shogun Tokugawa Hidetada, qui le considère comme un rival potentiel. Tadateru tombe en disgrâce et il est dépossédé de ses terres en 1616. Il est alors confiné au château de Takashima dans la province de Shinano jusqu'à sa mort, en 1683. 
Le domaine de Takada est attribué à une série de daimyos, dont beaucoup ne détiennent le domaine que pendant une courte période et ne voient dans cette position qu'un tremplin vers une meilleure promotion. Le domaine passa sous le contrôle du clan Sakakibara en 1741, qui régna jusqu'à la restauration de Meiji.
Le château est endommagé par un tremblement de terre en 1665, puis à nouveau en 1751. En 1802, tout le château brûla, à l'exception des portes et des tourelles d'angle, et en 1870, le palais principal et d'autres bâtiments sont détruits par un incendie. En 1873, conformément à un édit du gouvernement Meiji, les structures restantes du château sont démantelées et les douves comblées. Le site du château sert alors de base à l'armée impériale japonaise.
En 1907, le site du château est transformé en un parc où sont plantés aujourd'hui de plus de 4000 cerisiers. En 1991, dans le cadre des célébrations du 20e anniversaire de la ville de Jōetsu, la yagura à trois étages est reconstruite dans sa forme originale en utilisant d'anciens plans, et les douves et les murs de terre sont réparés. En 2002, le pont Gokuraku reliant la première enceinte à la seconde est également restauré. Le musée d'histoire de la ville de Jōetsu se trouve au nord du parc.

## Galerie

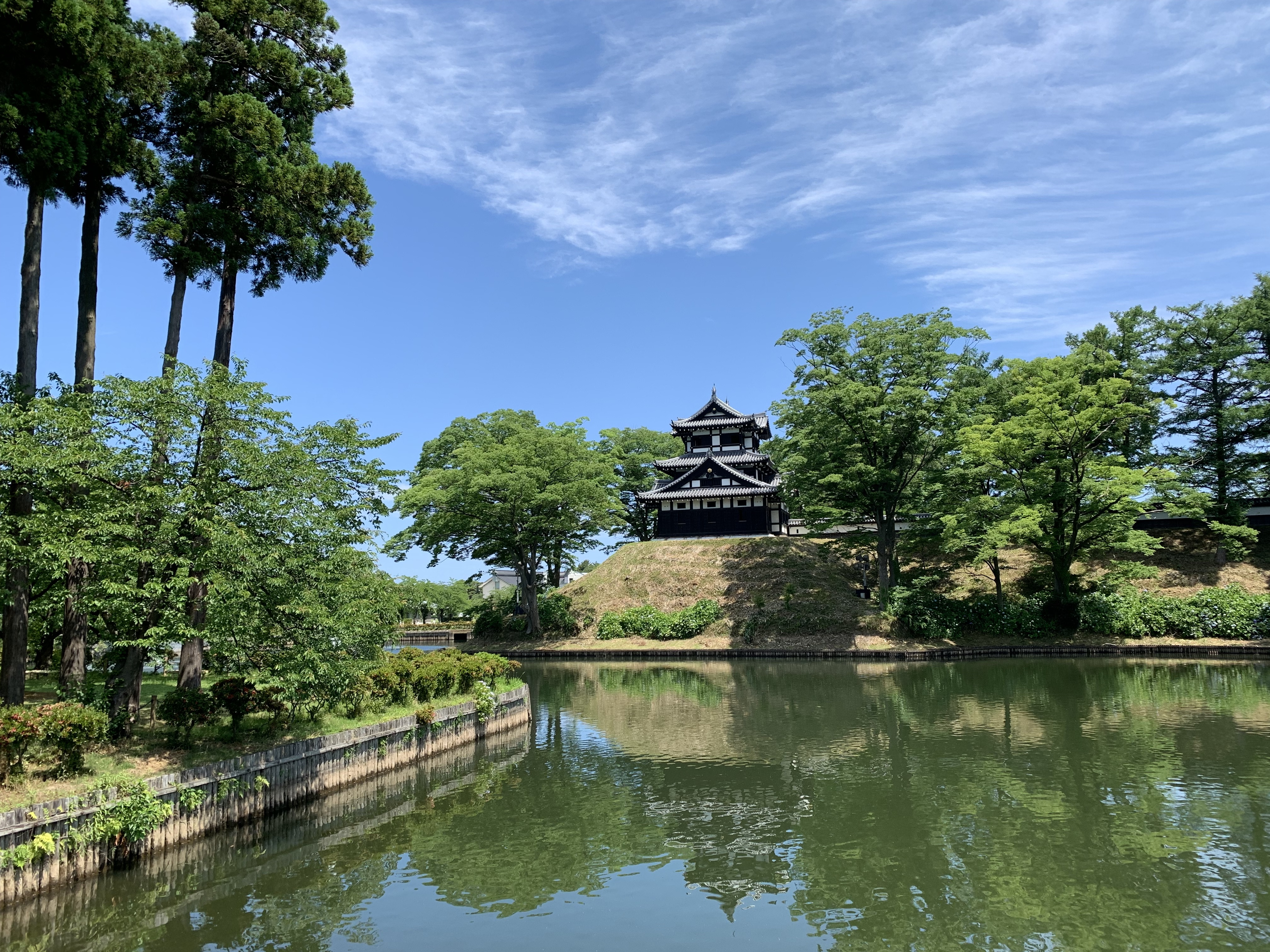
Vue des douves et de la yagura reconstruite.
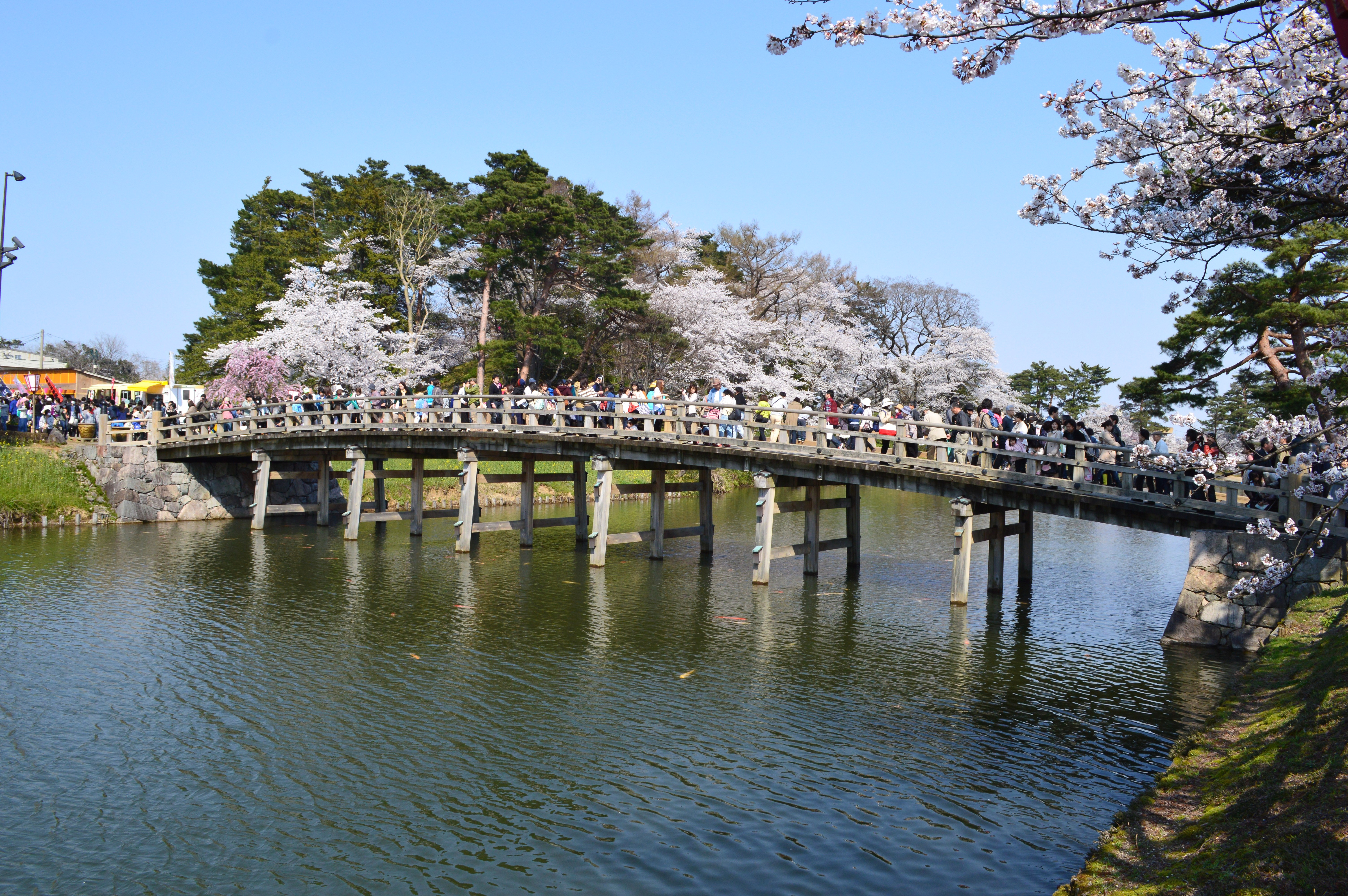
Pont Gokuraku pendant la floraison des cerisiers.
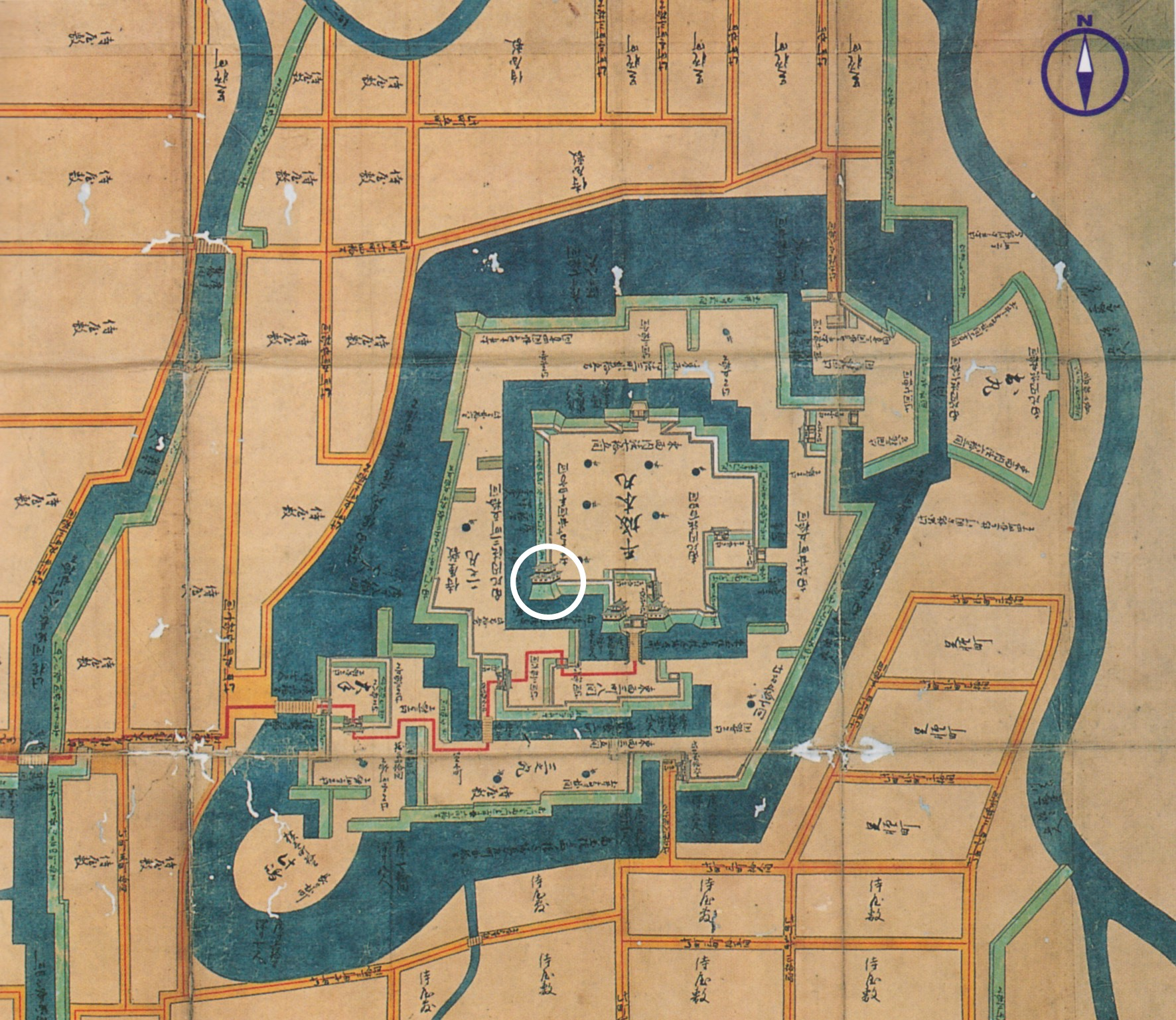
Plan du château pendant la période d'Edo.